# پل ناتمام
پل ناتمام ترجمه کتاب «حین ترکنا الجسر» عبدالرحمن منیف است که توسط نشر پوینده منتشر شده‌است.
این کتاب را محمد حزبایی زاده روزنامه‌نگار و نویسنده فعال خوزستانی از عربی به فارسی ترجمه کرده‌است.
پل ناتمام رمانی است دربارهٔ سربازی که خیانت بزرگان جانش را تلخ نمود. بزرگانی که در آخرین لحظه به او و دیگر افراد گروهش که قرار بود پلی را بر رودخانه‌ای نصب کنند تا همقطارانشان از روی آن عبور کنند...
مترجم در مقدمه کتاب به نقل از «جورج طرابیشی» منتقد بزرگ جهان عرب می‌نویسد: این کتاب پیرمرد و دریای جهان عرب است.

## درباره کتاب
منتقدان درباره این کتاب می گویند که رمان مدرن منیف، همانند ادبیات مدرن امریکا و انگلیس، دربرگیرنده پرسش‌هایی اگزیستانسیال درباره هویت شخص و مأموریتش در این جهان است. همچنین برخی بر این باورند که رمان منیف با مسئله هویت درگیر است که مدام و تا زمانی که در بحران است بازشناسی می‌شود. رمان دربرگیرنده تنگنای نویسنده مدرن است که در آن «هنرمند مجبور است در جامعه یی زندگی کند که علیه آن قیام و آن را رد می‌کند و منیف چنین هنرمندی است. او با جامعه یی درگیر است که تبعیدش می‌کند.

داستان این رمان در ارتباط با ناکامی‌های بعد از شکست عرب‌ها در جنگ اسرائیل است. بخش اعظم داستان در ذهن شخصیت اصلی داستان می‌گذرد و نویسنده در آن خاطرات سربازی را در روزهای جنگ مرور می‌کند.

احمد م. س. ابوبکر از نویسندگان جهان عرب درباره مسئله هویت در رمان پل ناتمام نوشته است که رمان منیف با مسئله هویت درگیر است که مدام و تا زمانی که در بحران است بازشناسی می‌شود. رمان در برگیرندهٔ تنگنای نویسندهٔ مدرن است که در آن «هنرمند مجبور است در جامعه‌ای زندگی کند که علیه آن قیام می‌کند و آن را رد می‌کند و منیف چنین هنرمندی است. او با جامعه‌ای درگیر است که تبعیدش می‌کند. اما او مجبور است خطاب به آن جامعه بنویسد تا تحریکش کند به تغییر و اصلاحات دست بزند. تا از یأس و شکست نجاتش دهد. خواننده و منتقد، اسیر در دام آن، خود را در تلاش می بینند از بی‌معنایی معنا به وجود بیاورند.